# Catasetum ariquemense
Catasetum ariquemense là một loài thực vật có hoa trong họ Lan. Loài này được F.E.L.Miranda & K.G.Lacerda mô tả khoa học đầu tiên năm 1992.